# Ricoré

Le logo de Ricoré

Ricoré est une marque commerciale de transformation agroalimentaire qui a été créée par Nestlé en 1953. Il s'agit de café soluble avec de la chicorée, composé de 33,2 %  de café, de 30,8 % de chicorée soluble, de 33 % de fibres de chicorée (oligofructose) et de 1,9 % de sulfate de magnésium.

## Description
La marque est principalement présente en France et dans une moindre mesure en Belgique et en Pologne. Une grande majorité de personnes le consomment avec du lait, mais il peut se préparer avec de l'eau, ou par un mélange des deux.
À noter que la composition actuelle diffère de celle d'origine : en 2007, le mélange était encore constitué de 40 % de café et 60 % de chicorée soluble.
Il existe une formulation plus riche en café, appelée actuellement Noir Intense composée de 48,5 % de café, de 27 % d'oligofructose et de 24,5 % de chicorée soluble. Dans ce cas, également, sa composition diffère du Ricoré intense d'origine (60 % café, 40% chicorée soluble).
En 2021, la société Nestlé renomme son produit 
- Caro (en) (mélange de céréales et de chicorée) en « Ricoré - Aux céréales et à la chicorée - Sans café »[2]. Désormais Ricoré n'est plus nécessairement un produit contenant du café.

## Publicités
En 1972, la première publicité est réalisée par J.-F. Comte et Publicis,.
Ricoré est une marque assez connue des téléspectateurs pour sa saga publicitaire, créée en 1981 autour d'une musique composée par André Georget, « L'ami du petit déjeuner, l'ami Ricoré ». Cette publicité mettait en scène le bonheur familial autour du produit Ricoré, en alternant les situations : la famille réduite, les fiancés, les grands-parents.
Depuis septembre 2006, le slogan « Devenez du matin » remplace « l'ami Ricoré ». Des affiches reprenant des caricatures inspirées par le travail de Franquin ont également été employées pour la communication publicitaire.

## Dates clés[7]
- 1953 : création du café-chicorée Ricoré par les ingénieurs de Nestlé.
- 1965 : recours au jaune et au marron comme couleurs emblématiques de Ricoré.
- 1972 : premier spot publicitaire pour Ricoré « La Chasse »[8], conçu par Publicis Conseil.
- 1981 : apparition de la signature « L'ami du petit déjeuner, l'ami Ricoré ».
- 1983 : première utilisation de la mélodie composée par André Georget.

## Dans la culture
- L'ami Ricoré est une saynète du duo Chevallier et Laspalès, les deux comédiens parlent parfois de lui dans leurs spectacles pour combler leurs trous de mémoire[réf. nécessaire].
- Une « antenne Ricoré » est un bricolage permettant, en utilisant une boîte de Ricoré vide, d'augmenter la portée d'un point Wi-Fi. C'est une antenne cornet rudimentaire[9].